# Divorțul de Catifea
Divorțul de Catifea este un termen folosit pentru dizolvarea Cehoslovaciei în două țări independente: Republica Cehă și Slovacia. Divorțul de Catifea a avut loc la 1 ianuarie 1993.
Termenul este folosit ca o analogie la Revoluția de Catifea din 1989 care a adus sfârșitul comunismului în Cehoslovacia și schimbarea regimului în cel democratic. 

## Consecințe

### Cetățenie
Inițial, cetățenia dublă nu a fost permisă dar după câțiva ani a devenit posibilă. Puține persoane dețin la ora actuală cetățenie dublă cehă și slovacă, și după aderarea ambelor țări la Uniunea Europeană în 2004, această problemă a devenit aproape inexistentă. Cetățeni a ambelor țări noi au avut dreptul de a călători în cealaltă țară fără pașaport și au putut să lucreze fără permisiune oficială (acest drept a fost folosit de foarte mulți slovaci care au plecat să lucreze în Cehia).

### Economie
Dizolvarea federației cehoslovace a avut impacte negative asupra ambelor economii, mai ales în 1993, din cauză că relațiile de import-export între cele două republici au trebuit să devină internaționale și să se conformeze la birocrația pe care acest proces o aduce. Înaintea „divorțului”, au fost multe speranțe că dizolvarea federației va aduce beneficii economice pentru Cehia, care nu va mai trebui să suporte o Slovacie mai puțin dezvoltată. Aceste speranțe nu au fost realizate în plin, deși Cehia  a demonstrat o creștere economică destul de semnificativă, în contextul tranziției, în anii 1990. O altă prezumție economică a fost faptul că Slovacia va deveni o economie tip „tigru” nefiind eclipsată de Cehia. Acest lucru s-a întâmplat, mai ales după 2000, când Slovacia a devenit o economie cu o creștere economică foarte puternică. Deși la ora actuală Cehia are un PIB pe cap de locuitor mai ridicat decât cel slovac, Slovacia a arătat o creștere economică mai mare decât Cehia în ultimii ani și a intrat într-o perioadă de boom economic.